# Dambai

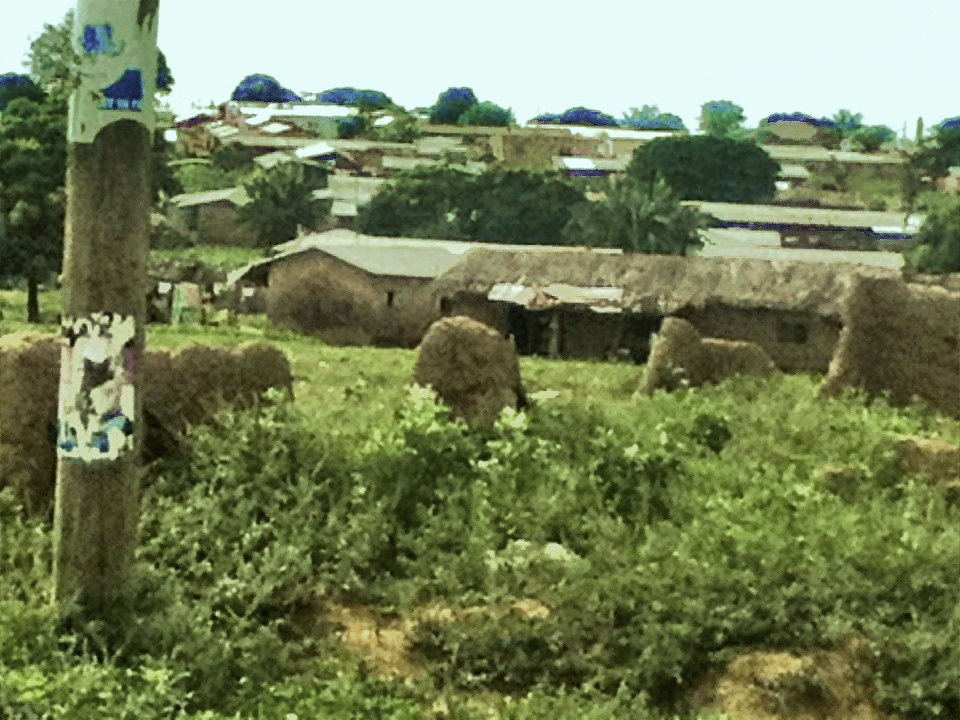
Bebyggelse i Dambai.

Dambai är en ort i östra Ghana, belägen vid Voltasjön. Den är huvudort för distriktet Krachi East, och folkmängden uppgick till 26 873 invånare vid folkräkningen 2010.